# Zámek Sychrov
Zámek Sychrov är ett slott i Tjeckien. Det ligger i den norra delen av landet, 80 km nordost om huvudstaden Prag. Zámek Sychrov ligger 389 meter över havet.
Terrängen runt Zámek Sychrov är platt åt sydväst, men åt nordost är den kuperad. Terrängen runt Zámek Sychrov sluttar söderut.Runt Zámek Sychrov är det tätbefolkat, med 286 invånare per kvadratkilometer. Närmaste större samhälle är Liberec, 15,8 km norr om Zámek Sychrov. Trakten runt Zámek Sychrov består till största delen av jordbruksmark.